# Willy Van Coppernolle
Willy Van Coppernolle, né le 9 août 1943 à Gand, est un criminel et délinquant sexuel belge, auteur d'au moins un homicide, trois viols et de plusieurs attentats à la pudeur.
Depuis 2022, la justice s'intéresse au fait qu'il puisse être un tueur en série, après la mise en place du Pôle des crimes sériels ou non élucidés. L'enquête se tourne vers quatre des disparus de l'Isère, dont la manière de tuer présente des similitudes : un coup de pierre porté à la tête.

## Biographie

### Jeunesse et parcours judiciaire
Willy Van Coppernolle naît le 9 août 1943 à Gand, en Belgique. Il est le benjamin d'une fratrie de seize enfants,,,.
En 1949, à l'âge de 6 ans, son père est arrêté et condamné à 10 ans de prison pour avoir violé sa sœur et l'avoir mise enceinte. Pour le reste de la fratrie, quatre de ses frères entreront dans les ordres. Van Coppernolle est alors placé dans une institution religieuse,,,.
En 1950, à 7 ans, il est violé par deux religieux. Puis, en 1956, un juge de paix le viole, alors qu'il a 13 ans,.
Au début des années 1960, Van Coppenolle s'engage, pendant deux ans, dans la Légion étrangère puis s'installe en France, après avoir été renvoyé. 
En 1963, il rencontre Adrien, qui devient son compagnon. Le jeune homme sera son seul amour, qui décédera dans un accident de moto en 1968,.
De 1966 à 1982, Van Coppernolle est arrêté une trentaine de fois pour, vols, escroqueries, agression sexuelle et enlèvement et emprisonné à plusieurs reprises. Parallèlement à cela, il vit comme un nomade, en multipliant les identités, trouvant des amants et travaillant parfois comme cuisinier, boucher et boulanger. Il se raconte des histoires pour fuir la réalité de cette perversion qu'il ne peut admettre,.
En août 1983, il est arrêté en Belgique, pour attentat à la pudeur sur mineurs, puis placé en détention provisoire. À la suite d'une condamnation correctionnelle, en 1984, il est rapidement libéré,,.
Fin août 1989, Van Coppernolle débarque à Montélimar, dans la Drôme, après une peine pour vols, escroquerie et attentat à la pudeur. Il s'installe à l'hôtel en offrant des tournées générales, qu'il ne payera pas. Il se prétend cadre chez Canon et affirme chercher des jeunes pour les former sur ordinateur. Il se livre alors à des attouchement sur des enfants, à qui il proposait des services d'imprimerie. Van Coppernolle est arrêté pour viol sur mineur puis placé en détention provisoire,.
En 1991, Van Coppernolle comparaît devant la Cour d'assises de la Drôme pour viol sur mineur. Les faits sont cependant requalifiés en attentat à la pudeur sur mineur, qui lui valent une peine de 5 ans de prison ferme.
Van Coppernolle est libéré, le 22 mars 1993, après avoir purgé trois ans et demi de détention.

### Les faits et l'enquête
Le 27 mars 1993, Abdel Dkhissi, 11 ans, disparaît sur un parking de Remoulins. Van Coppernolle l'aborde et le fait monter dans sa voiture. Il roule plusieurs kilomètres avant de s'arrêter et force le jeune garçon à avoir des relations sexuelles, qui refuse de se soumettre. Après qu'Abdel s'est débattu, Van Coppernolle tue l'enfant à coup de pierre et le jette dans le précipice. Inquiets de l'absence de l'enfant, ses parents signalent sa disparition. Des recherches et sondages de cours d'eau sont effectués, mais ne mènent à rien. Des témoins se manifestent cependant, après avoir vu le jeune garçon monter dans une Opel Astra bleue, immatriculée en Belgique. Le modèle de voiture est alors étudié et les propriétaires sont examinés,,.
Dans la nuit du 3 au 4 avril 1993, Van Coppernolle aborde deux auto-stoppeurs de 15 et 16 ans, revenant d'une discothèque de Gruissan. Il bifurque cependant sur un chemin de campagne et braque l'un des deux enfants, en menaçant de tuer son ami s'il venait à se débattre. Van Coppernolle les viole à plusieurs reprises et les oblige à avoir des relations sexuelles entre eux. Après avoir obéi, Van Coppernolle décide de les relâcher. Les deux victimes déposent plainte et racontent le viol qu'ils ont subi. Les gendarmes ont du mal à croire les deux adolescents, mais des vérifications sont lancées et le signalement correspond à celui de Van Coppernolle,,.
Outre le double viol, le mode opératoire laisse penser aux enquêteurs qu'il peut avoir un lien avec la disparition d'Abdel. Se sachant recherché, Van Coppernolle prend la fuite et entame une cavale,.

### Arrestation et incarcération
Le 19 avril 1993, Van Coppernolle, 49 ans, est arrêté à Estrées-Saint-Denis puis placé en garde à vue, au commissariat de Narbonne. Après avoir nié, il reconnaît avoir violé les deux auto-stoppeurs et avoir tué Abdel, mais affirme que les auto-stoppeurs étaient consentants et que le meurtre est un accident. Concernant Abdel, Van Coppernolle déclare avoir emmené le jeune garçon pour lui acheter une glace et une barquette de frites. Après cela, il raconte qu'Abdel aurait accepté un rapport sexuel, à la condition d'être payé 300 francs. Selon lui, Van Coppernolle n'aurait pas accepté ce chantage et l'aurait secoué sur une pierre, avant de le tuer à l'aide d'une autre pierre. Il fournit aux enquêteurs le lieu où il a déposé son corps, qui sera retrouvé le soir même. Van Coppernolle est mis en examen pour assassinat, viols et abus sexuel sur mineur, puis placé en détention provisoire.
L'arrestation de Van Coppernolle provoque un émoi dans la presse car le mis en examen est un délinquant sexuel multirécidiviste, déjà condamné une trentaine de fois pour attentats à la pudeur et vols, ayant été libéré cinq jours avant le drame,.
Quelques jours après l'arrestation de Van Coppernolle, un homme de 33 ans le reconnaît dans le journal comme étant l'homme l'ayant violé, alors qu'il avait 21 ans. Ces faits, commis le 29 mai 1981, ne peuvent être retenus contre Van Coppernolle car ceux-ci sont prescrits. Pierre F. faisait de l'auto-stop à Fréjus et avait déposé plainte dans une gendarmerie locale, mais celle-ci s'est perdue avec le temps.

« Malgré ma plainte, un enfant est mort, deux ados ont été violés et beaucoup d'autres se sont tus. Je savais qu'il tuerait »

— Pierre F., victime de Van Coppernolle

### Procès
Le 27 mars 1995, débute le procès de Van Coppernolle, devant la Cour d'assises du Gard. Il est accusé du meurtre d'Abdel Dkhissi, ainsi que du viol des adolescents auto-stoppeurs.
L'accusé, âgé de 51 ans, affirme avoir violé sous la menace d'un fusil à pompe les deux garçons pris en stop, après avoir démenti qu'ils n'étaient pas consentants. Van Coppernolle se plait également de n'avoir eu de relation sexuelle normale, en rendant cette frustration responsable de ses passages à l'acte. Concernant le meurtre du jeune Abdel, la putréfaction du cadavre a empêché le légiste de déterminer s'il y avait eu ou non violences sexuelles. Van Coppenolle nie avoir violé le jeune garçon, mais affirme être désolé de son crime, en déclarant pleurer lorsqu'il regarde L'École des fans. Il n'expliquera cependant pas pour quelle raison il a commis ses crimes,,.
Le 30 mars 1995, Van Coppernolle est condamné à la réclusion criminelle à perpétuité assortie d'une période de sûreté de 22 ans.

### Vie en prison
Libérable depuis 2015, Van Coppernolle est toujours incarcéré à cette date et purge sa peine au Centre de détention de Bapaume.

## Autres affaires
En septembre 2022, le Pôle des crimes sériels ou non élucidés de Nanterre inscrit Van Coppernolle parmi les tueurs les plus suspectés d'avoir commis d'autres crimes. Dans ce cadre, les enquêteurs partent de la vie du criminel et non du crime pour tenter de rattacher des meurtres encore non élucidés. Le cas de quatre des disparus de l'Isère intrigue, en effet, les enquêteurs,, :
- Enfant inconnu, qui aurait disparu dans les années 1970. Ses ossements sont retrouvés, le 12 février 1985, dans une grotte du Vercors[10].
- Ludovic Janvier, 6 ans, disparu le 17 mars 1983 à Saint-Martin-d'Hères, n'a pas été retrouvé à ce jour. Le frère du disparu a affirmé, auprès de Non élucidé, la ressemblance du ravisseur avec Van Coppernolle[11].
- Grégory Dubrulle, 7 ans, disparu le 9 juillet 1983 rue Adrien Ricard à Grenoble. Il reprend conscience le lendemain, gravement blessé à la tête, dans une décharge à Pommiers-la-Placette[12].
- Fabrice Ladoux, 12 ans, disparu le 13 janvier 1989 à Grenoble, retrouvé mort deux jours plus tard dans un ravin à Quaix-en-Chartreuse, violé et blessé à la tête[13].

## Documentaire télévisé
- « Affaire Willy Van Coppernolle, criminel en col blanc », le 23 novembre 2024 dans Au bout de l'enquête, la fin du crime parfait ? sur France 2.